# Quinta Normal (estación del Metro de Santiago)
Quinta Normal es una estación que forma parte de la Línea 5 de la red de Metro de Santiago en Chile, inaugurada en 2004. Está construida en subterráneo, entre las estaciones Cumming y Gruta de Lourdes.
En 2028 se convertirá en estación intermodal terminal del Tren Santiago-Batuco, proyecto ferroviario de la Empresa de los Ferrocarriles del Estado.

## Historia

### Origen etimológico
El origen del nombre de la estación se debe a que se ubica en el Parque Quinta Normal, que es un lugar de encuentro en Santiago, el cual en su historia albergó el primer zoológico de la ciudad y fue sede de la Exposición Internacional de 1875.
El nombre del parque se debe a que se asemeja a una «Quinta», término que en la colonización española era aplicado a los fundos que pagaban un quinto de sus ingresos como tributo, y la palabra «Normal» alude a la Escuela Normal Superior de París en Francia, ya que nació como un centro de enseñanza y estudio, agrícola.
El nombre inicialmente propuesto para la estación era «Matucana», debido a la intersección con dicha avenida, sin embargo fue cambiado posteriormente a su nombre actual.

### Diseño original (2004)
La proyección inicial de la construcción de la estación, el anteproyecto, fue entre los años 2000-2001, bajo la firma Gubbins Arquitectos, liderada por los arquitectos Pedro y Víctor Gubbins Browne. La estación está construida en hormigón armado, acero, aluminio, y revestimientos en acero y cerámica.
La estación terminó sus obras abarcando una superficie de aproximadamente 20.500 m² y 27 metros de profundidad en 3 niveles; uno de ingreso y estancia de pasajeros donde se ubican las salas de administración, estaciones de carga y los salones culturales, un nivel dedicado a los andenes de la estación de metro y un tercer nivel, actualmente cerrado, que estará destinado como estación terminal del servicio Tren Santiago-Batuco.
La estación se construyó mediante un gran pique de acceso y tres galerías, a fin de minimizar el área de excavación abierta. Entre Quinta Normal y la estación Cumming se encuentra la llamada estación fantasma Libertad del Barrio Yungay, que ha quedado cerrada hasta que aumente la densidad de población flotante y que habita el sector a mediano plazo.

### Primera propuesta de estación intermodal (2004-2005)
Entre 2004 y 2005 se presentó un proyecto a las autoridades en el cual, en un espacio al costado de la estación se construiría una estación intermodal de gran magnitud, que sirviera de zona de intercambio entre Metro, buses urbanos e interurbanos, taxis y automóviles particulares. El proyecto fue aceptado y los terrenos entregados para el inicio de las obras. Sin embargo, las obras quedaron paralizadas a finales de 2006, y los terrenos abandonados, que ya tenían parte de las faenas ya realizadas. Luego fueron re adquiridos y terminaron siendo el espacio donde hoy se halla emplazado el Museo de la Memoria y los Derechos Humanos.

### Ruta expresa (2010)
En el contexto del servicio de ruta expresa del Metro de Santiago, a partir del 12 de enero de 2010, todas las estaciones de la extensión a Pudahuel y posteriormente a Maipú pasaron a ser estaciones comunes. El 20 de mayo de 2013 se amplió la operación expresa de la línea 5 en 5 estaciones, por esto, Gruta de Lourdes y Lo Prado pasaron a ser verdes, Blanqueado pasó a ser roja mientras que San Pablo y Pudahuel quedaron como estaciones comunes. El 25 de septiembre de 2017, la estación Quinta Normal dejó de ser estación común y pasó a ser estación Ruta Roja.

### Accesos
| Acceso | Intersección          |
| ------ | --------------------- |
| A      | Parque Quinta Normal  |
| B      | Parque Quinta Normal  |
|        | Matucana con Catedral |

## Futuro

### Tren Santiago-Batuco
El proyecto de un tren que conectara el tercer subterráneo de la estación Quinta Normal con la zona norte de la Región Metropolitana fue incorporado definitivamente en el Plan Maestro de Transporte Santiago 2025. La propuesta fue conocida originalmente como 'Tren Suburbano Batuco - Quinta Normal, planteado con un ramal a la estación Cal y Canto de la Línea 2 del Metro de Santiago.
En marzo de 2020, la ministra de Transportes y Telecomunicaciones, Gloria Hutt, anunció que el Estudio de Impacto Ambiental del proyecto del Tren Santiago-Batuco había sido aprobado.
En diciembre de 2022, el proyecto recibió la recomendación satisfactoria del Ministerio de Desarrollo Social, lo cual da inicio a la etapa de licitaciones para la construcción.

## MetroArte

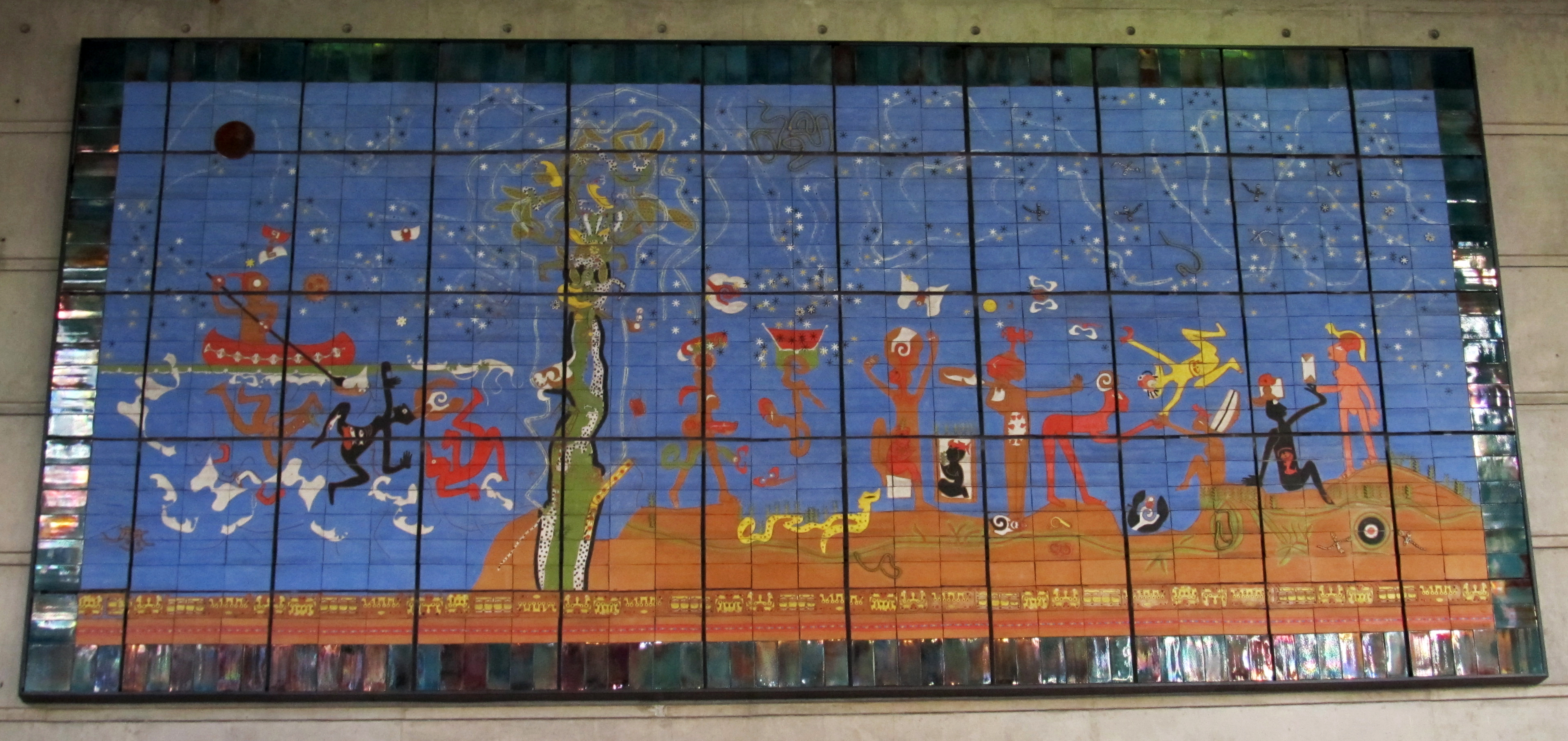
Verbo América, obra de Roberto Matta

Quinta Normal tiene instalada en el interior de la estación la obra Verbo América de Roberto Matta. Está construida en palmetas de cerámicas y cuenta con una superficie total de 51 m2. Fue instalada en 2008 luego de ser exhibida por distintos lugares de Santiago, como una de las condiciones que dio el artista al donar su obra al país (éste debía ser presentada en un lugar público). Inicialmente fue exhibida en la Plaza de la Constitución en 1996, para luego ser trasladada al Museo Nacional de Bellas Artes en el mismo año. Posteriormente, fue trasladada nuevamente al Aeropuerto Internacional Arturo Merino Benítez en el año 1997, donde fue retirada en el 2003 para ser restaurada. Finalmente, Verbo América llegó a su destino final en el 2008, donde se mantiene hasta el día de hoy. Se encuentra ubicada en el sector poniente de la estación.
Además de Verbo América, la estación cuenta con dos intervenciones adicionales: la primera se titula Semillas de la Revolución y fue realizada por Nelson Rivas. Este mural muestra a dos estudiantes en frente de un paisaje invertido. Al ser desarrollado en el año 2011, es contemporáneo con las manifestaciones estudiantiles que ocurrieron en el país durante ese año, el cual el artista expresa una adhesión a ellas.
La segunda tiene como título (((KO))) Ɛ>-<((aQua_esfera))>-<3 y fue producida por Yto Aranda. Se compone de 8 módulos hexagonales de madera que contienen la obra en su interior de forma electrónica. La intervención tiene como tema principal el ciclo del agua, el cual además se ve reflejado en su título: KO significa "agua" en mapudungún, mientras que Ɛ>-<((aQua_esfera))>-<3 hace referencia a la hidrósfera. 

## Actividad pública
La estación Quinta Normal es una de las más amplias y culturales de la red, con mezanine para actividades; la Sala Pablo Neruda, inaugurada en julio de 2004 como espacio audiovisual; una galería para exposiciones; el mural Verbo América del pintor Roberto Matta, administrado por la Corporación Cultural MetroArte; y una sede de Bibliometro. Asimismo, tiene una conexión subterránea con el Museo de la Memoria y los Derechos Humanos.
Está ubicada en el Circuito Cultura Santiago Poniente, uno de los principales en la capital. En la zona inmediata está el Parque Quinta Normal. Fuera del parque está el Museo de la Memoria y los Derechos Humanos, justo frente a la estación; el Hospital San Juan de Dios, a escasas cuadras; el Internado Nacional Barros Arana; el Museo Artequin; el Centro Cultural Matucana 100; el Museo de Arte Contemporáneo, la Biblioteca de Santiago y el Santuario Nuestra Señora de Lourdes.

## Galería

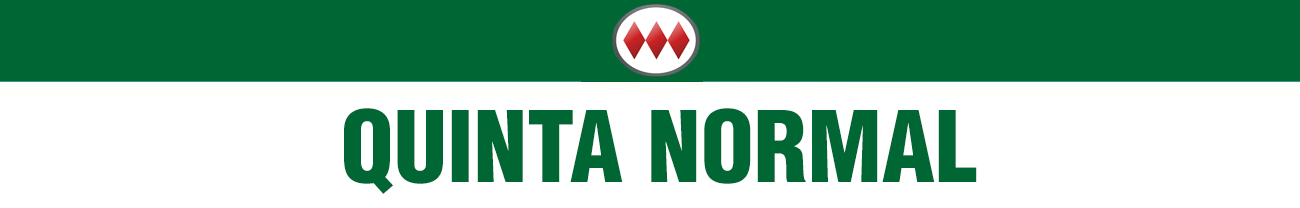
Cenefa utilizada actualmente en los andenes.
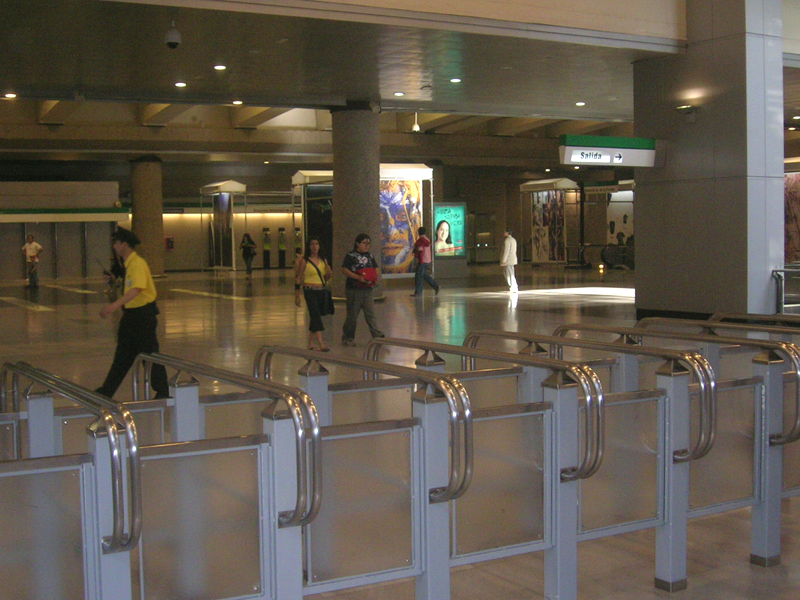
Interior de la estación
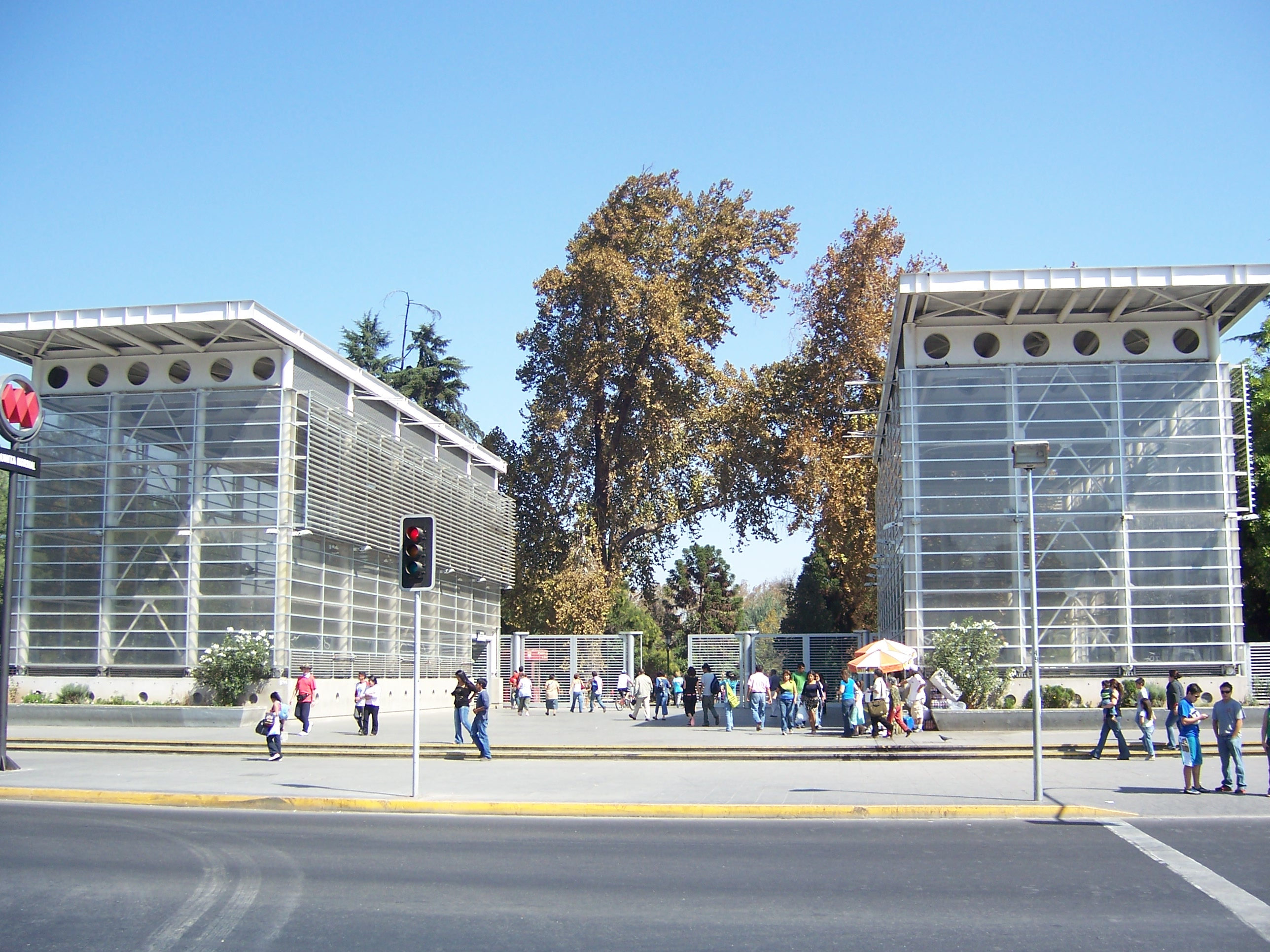
Entrada de la estación.
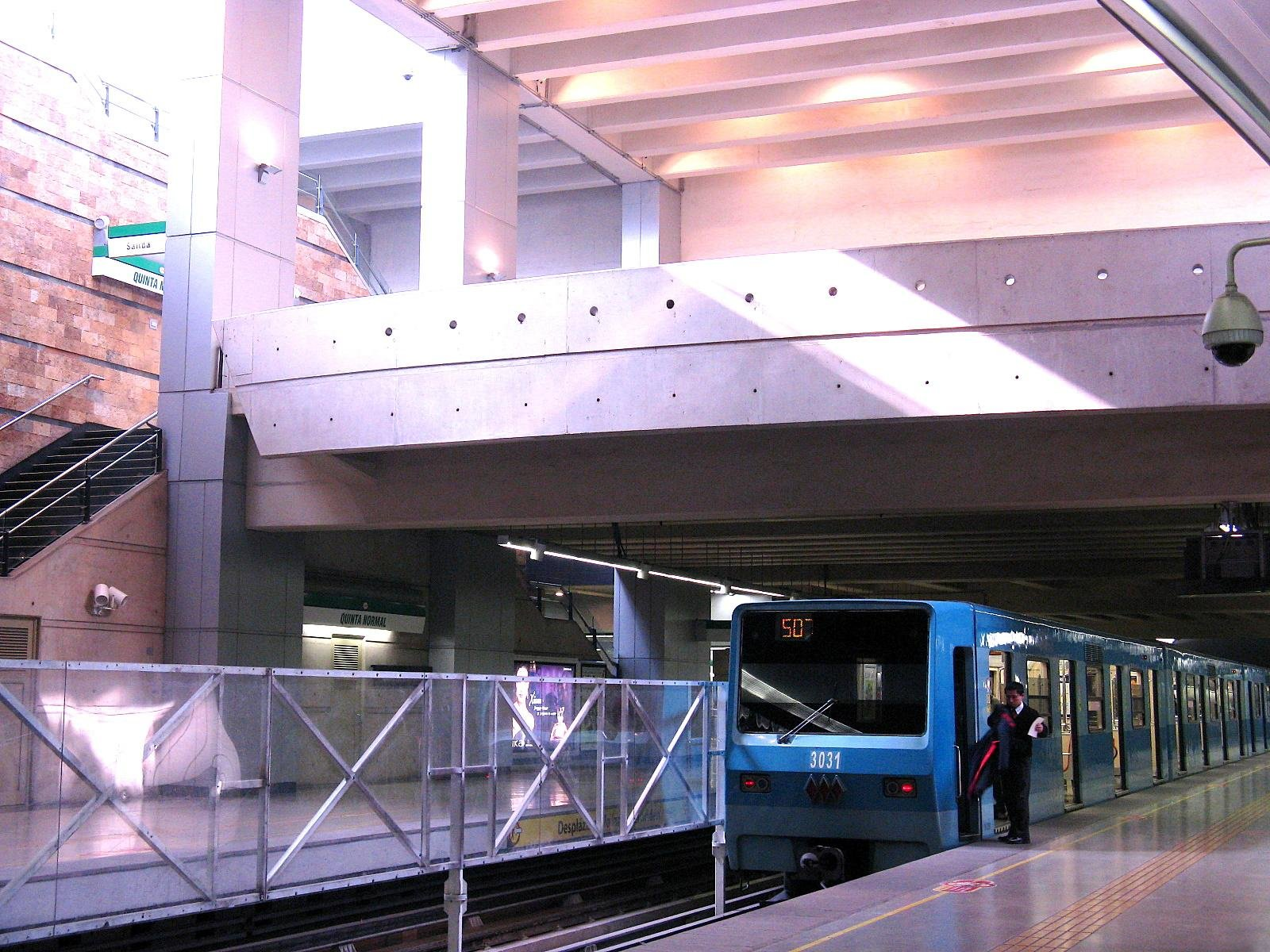
Otra vista de los andenes.
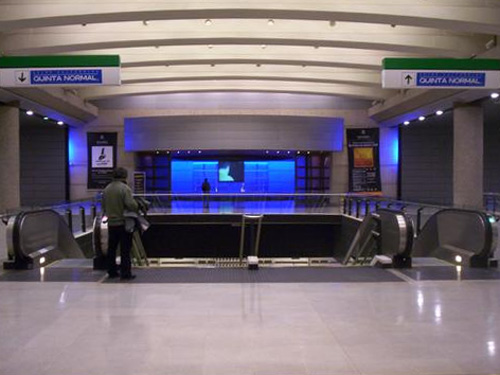
Sala Pablo Neruda.
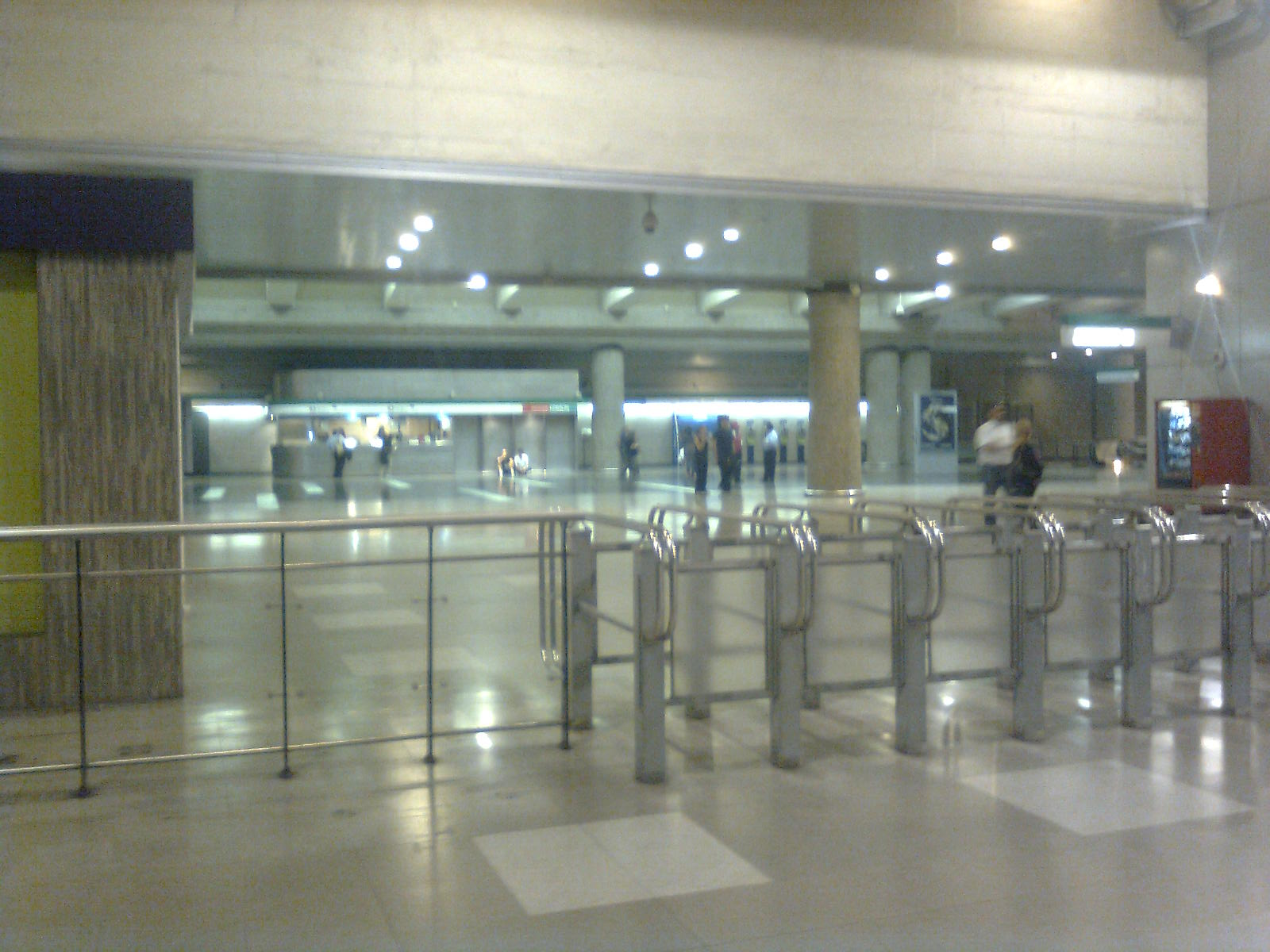
Mezanina y torniquetes.
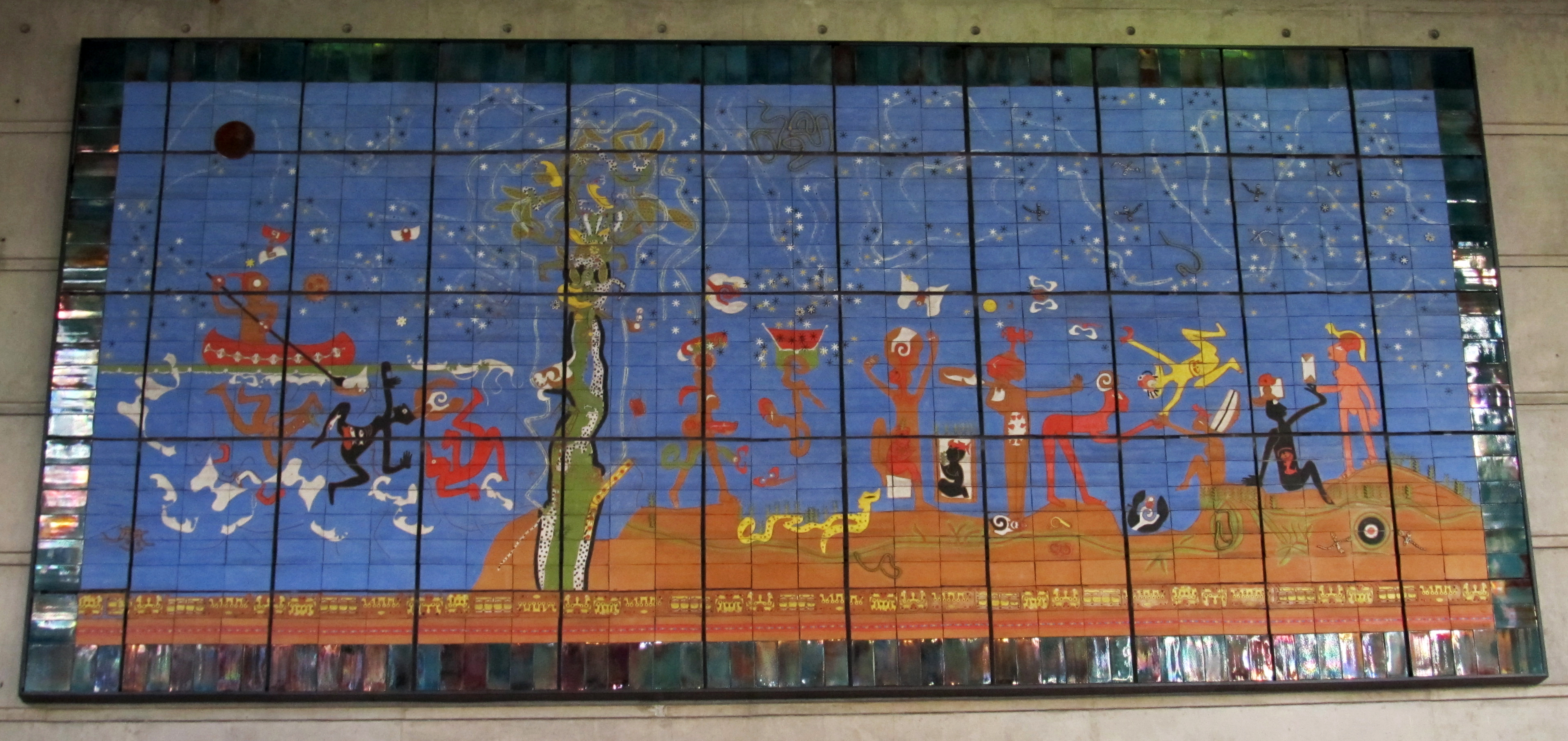
Verbo América de Roberto Matta
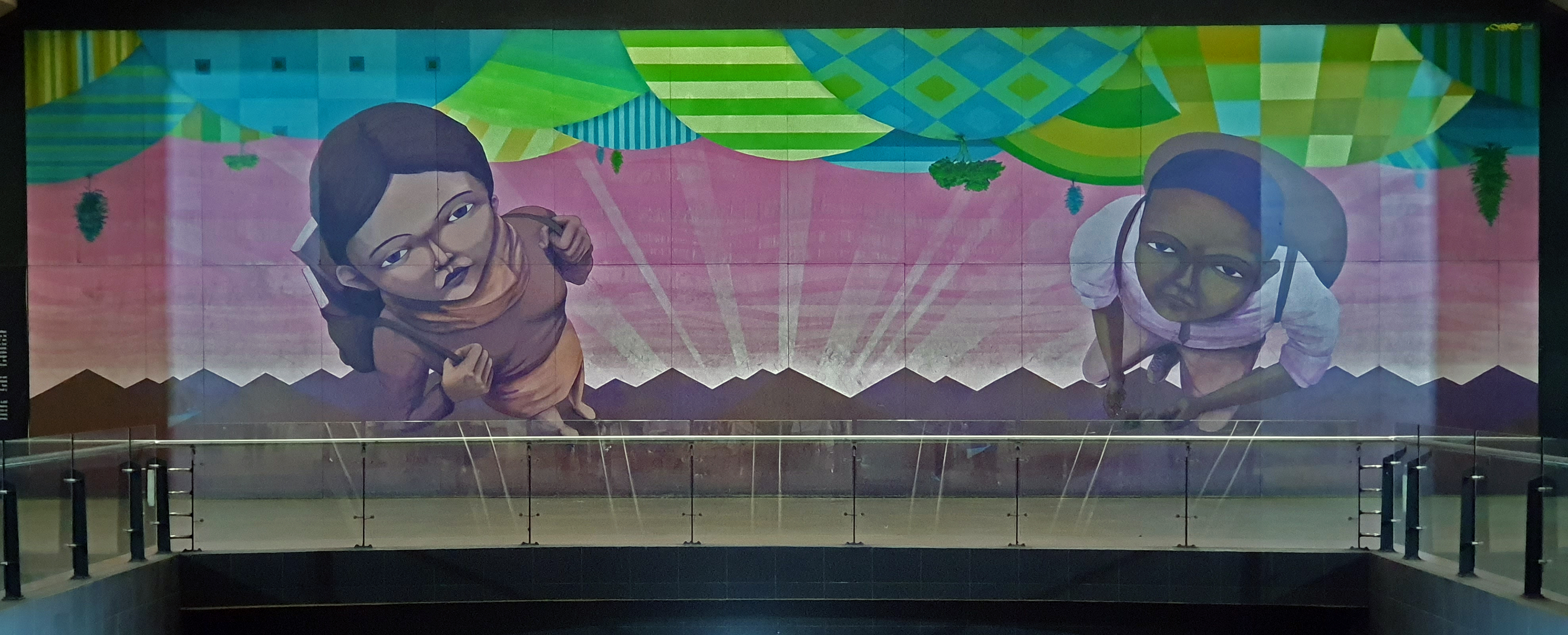
Semillas de la Revolución de Nelson Rivas

## Conexión con Red Metropolitana de Movilidad
La estación posee 6 paraderos de la Red Metropolitana de Movilidad en sus alrededores, los cuales corresponden a:
| Paradero/ Código                       | Recorridos |
| -------------------------------------- | --- |
| Parada 1 / Metro Quinta Normal (PA7)   | 508 (Av. Mapocho) - 514 (Enea)* - B26 (Metro Los Libertadores) - B28 (Huamachuco) |
| Parada 3 / Metro Quinta Normal (PA547) | 109 (Renca) - 406 (Pudahuel) - 422 (Pob. Teniente Merino) - 426 (Pudahuel) - 507 (Enea) - 513 (El Montijo) - J01 (Pudahuel Sur) - J02 (Enea) - J05 (El Montijo) - J16 (Cerro Navia) - J19 (Fin de recorrido)*                                                                                                   |
| Parada 4 / Metro Quinta Normal (PA191) | J19 (Pudahuel Sur) - I03 (Fin de recorrido / Villa Los Heroes) - I10 (Fin de recorrido / Villa Los Heroes) - I17 (Fin de recorrido / Villa Francia) |
| Parada 5 / Metro Quinta Normal (PA331) | 313e (Estación Central / Quilicura) |
| Parada 6 / Metro Quinta Normal (PA1)   | 109 (Maipú) - 406 (Cantagallo) - 422 (La Reina) - 426 (La Dehesa) - 505 (Peñalolén) - 507 (Av. Grecia) - 508 (Av. Las Torres) - 513 (José Arrieta) - B26 (Metro Estación Central) - B28 (Metro Estación Central) - J01 (Metro Quinta Normal) - J02 (Metro ULA) - J05 (Metro ULA) - J16 (Metro Estación Central) |

(*) Solo tiene parada de lunes a viernes de 07:30 a 10:00 horas